# Bellevue Hospital Center
Il Bellevue Hospital (ufficialmente NYC Health + Hospitals / Bellevue e precedentemente noto come Bellevue Hospital Center) è un ospedale di New York e il più antico ospedale pubblico degli Stati Uniti d'America.
Con i suoi 844 posti letto è uno degli ospedali più grandi degli Stati Uniti, si trova al 462 di First Avenue nel quartiere Kips Bay a Manhattan.
Nel 2014 è stato classificato al 40º posto come miglior ospedale nella zona metropolitana di New York e al 29º posto a New York da U.S. News & World Report.

## Storia

### Fondazione
Il Bellevue fa risalire le sue origini al primo ospizio permanente della città, un edificio in mattoni a due piani completato nel 1736 sul comune della città.
Nel 1798, la città acquisto la fattoria Belle Vue, una proprietà vicino all'East River che era utilizzata per mettere in quarantena i malati durante una serie di focolai di febbre gialla. L'ospedale fu ufficialmente chiamato Bellevue Hospital nel 1824.
Nel 1787 la scuola di medicina specialistica della Columbia University assegnò i primi medici al Bellevue. I docenti e gli studenti della Columbia vi rimasero per i successivi 181 anni, fino alla ristrutturazione delle affiliazioni accademiche nel 1968. Nel 1819 la facoltà di medicina dell'Università di New York iniziò a condurre l'istruzione clinica presso l'ospedale e, successivamente, nel 1849 fu aperto un anfiteatro per l'insegnamento clinico e la chirurgia. Nel 1861 fu fondato il Bellevue Hospital Medical College, il primo college medico di New York collegato ad un ospedale.

## Primati medici
Nel 1799 ha aperto il primo reparto di maternità degli Stati Uniti. Nel 1808 fu eseguito il primo intervento di legatura dell'arteria femorale di un aneurisma.

## Struttura
- William Hicks: Amministratore delegato
- Michael Rawlings: Ufficiale capo operazioni
- Omar Abedalrhman: Direttore infermieristico
- Mary Anne Badaracco: Capo di psichiatria
- Douglas Bails: Presidente del consiglio medico, capo della medicina
- Joseph Carter: Direttore medico associato, responsabile della sicurezza dei pazienti
- Anna Colletti: Capo delle Risorse Umane
- Rebecca Fischer: Capo dell'ufficio finanziario
- Rajneesh Gulati: Capo del dipartimento di emergenza
- Evelyn Hernandez: Direttore, affari pubblici e relazioni con la comunità